# Arrondissement Châlons-en-Champagne
Das Arrondissement Châlons-en-Champagne ist eine Verwaltungseinheit im französischen Département Marne innerhalb der Region Grand Est. Hauptort (Sitz der Präfektur) ist Châlons-en-Champagne.
Im Arrondissement liegen 149 Gemeinden in fünf Wahlkreisen (Kantonen).

## Wahlkreise
- Kanton Argonne Suippe et Vesle
- Kanton Châlons-en-Champagne-1
- Kanton Châlons-en-Champagne-2
- Kanton Châlons-en-Champagne-3
- Kanton Mourmelon-Vesle et Monts de Champagne (mit 7 von 36 Gemeinden)

## Gemeinden
| 1. Aigny (51003)*                    | 2. Argers (51015)                           | 3. Aulnay-sur-Marne (51023)            | 4. Auve (51027)                      |
| 5. Baconnes (51031)                  | 6. Belval-en-Argonne (51047)                | 7. Berzieux (51053)                    | 8. Binarville (51062)                |
| 9. Bouy (51078)                      | 10. Braux-Sainte-Cohière (51082)            | 11. Braux-Saint-Remy (51083)           | 12. Breuvery-sur-Coole (51087)       |
| 13. Bussy-le-Château (51097)         | 14. Bussy-Lettrée (51099)                   | 15. Cernay-en-Dormois (51104)          | 16. Cernon (51106)                   |
| 17. Châlons-en-Champagne (51108)     | 18. Champigneul-Champagne (51117)           | 19. Châtrices (51138)                  | 20. Chaudefontaine (51139)           |
| 21. Cheniers (51146)                 | 22. Cheppes-la-Prairie (51148)              | 23. Chepy (51149)                      | 24. Cherville (51150)                |
| 25. Compertrix (51160)               | 26. Condé-sur-Marne (51161)                 | 27. Contault (51166)                   | 28. Coolus (51168)                   |
| 29. Coupetz (51178)                  | 30. Coupéville (51179)                      | 31. Courtémont (51191)                 | 32. Courtisols (51193)               |
| 33. Cuperly (51203)                  | 34. Dampierre-le-Château (51206)            | 35. Dampierre-sur-Moivre (51208)       | 36. Dommartin-Dampierre (51211)      |
| 37. Dommartin-Lettrée (51212)        | 38. Dommartin-sous-Hans (51213)             | 39. Dommartin-Varimont (51214)         | 40. Éclaires (51222)                 |
| 41. Écury-sur-Coole (51227)          | 42. Élise-Daucourt (51228)                  | 43. Épense (51229)                     | 44. Fagnières (51242)                |
| 45. Faux-Vésigneul (51244)           | 46. Florent-en-Argonne (51253)              | 47. Fontaine-en-Dormois (51255)        | 48. Francheville (51259)             |
| 49. Givry-en-Argonne (51272)         | 50. Gizaucourt (51274)                      | 51. Gratreuil (51280)                  | 52. Hans (Marne) (51283)             |
| 53. Haussimont (51285)               | 54. Herpont (51292)                         | 55. Isse (51301)                       | 56. Jâlons (51303)                   |
| 57. Jonchery-sur-Suippe (51307)      | 58. Juvigny (51312)                         | 59. L’Épine (51231)                    | 60. La Chapelle-Felcourt (51126)     |
| 61. La Cheppe (51147)                | 62. La Croix-en-Champagne (51197)           | 63. La Neuville-au-Pont (51399)        | 64. La Neuville-aux-Bois (51397)     |
| 65. La Neuville-au-Temple (51485)    | 66. La Veuve (51617)                        | 67. Laval-sur-Tourbe (51317)           | 68. Le Châtelier (51133)             |
| 69. Le Chemin (51143)                | 70. Le Fresne (51260)                       | 71. Le Vieil-Dampierre (51619)         | 72. Lenharrée (51319)                |
| 73. Les Charmontois (51132)          | 74. Les Grandes-Loges (51278)               | 75. Livry-Louvercy (51326)             | 76. Maffrécourt (51336)              |
| 77. Mairy-sur-Marne (51339)          | 78. Malmy (51341)                           | 79. Marson (51354)                     | 80. Massiges (51355)                 |
| 81. Matougues (51357)                | 82. Minaucourt-le-Mesnil-lès-Hurlus (51368) | 83. Moiremont (51370)                  | 84. Moivre (51371)                   |
| 85. Moncetz-Longevas (51372)         | 86. Montépreux (51377)                      | 87. Mourmelon-le-Grand (51388)         | 88. Mourmelon-le-Petit (51389)       |
| 89. Noirlieu (51404)                 | 90. Nuisement-sur-Coole (51409)             | 91. Omey (51415)                       | 92. Passavant-en-Argonne (51424)     |
| 93. Pogny (51436)                    | 94. Poix (51438)                            | 95. Rapsécourt (51452)                 | 96. Recy (51453)                     |
| 97. Remicourt (51456)                | 98. Rouvroy-Ripont (51470)                  | 99. Sainte-Marie-à-Py (51501)          | 100. Sainte-Menehould (51507)        |
| 101. Saint-Étienne-au-Temple (51476) | 102. Saint-Germain-la-Ville (51482)         | 103. Saint-Gibrien (51483)             | 104. Saint-Hilaire-le-Grand (51486)  |
| 105. Saint-Jean-sur-Moivre (51490)   | 106. Saint-Jean-sur-Tourbe (51491)          | 107. Saint-Mard-sur-Auve (51498)       | 108. Saint-Mard-sur-le-Mont (51500)  |
| 109. Saint-Martin-aux-Champs (51502) | 110. Saint-Martin-sur-le-Pré (51504)        | 111. Saint-Memmie (51506)              | 112. Saint-Pierre (51509)            |
| 113. Saint-Quentin-sur-Coole (51512) | 114. Saint-Remy-sur-Bussy (51515)           | 115. Saint-Thomas-en-Argonne (51519)   | 116. Sarry (51525)                   |
| 117. Servon-Melzicourt (51533)       | 118. Sivry-Ante (51537)                     | 119. Sogny-aux-Moulins (51538)         | 120. Somme-Bionne (51543)            |
| 121. Sommepy-Tahure (51544)          | 122. Sommesous (51545)                      | 123. Somme-Suippe (51546)              | 124. Somme-Tourbe (51547)            |
| 125. Somme-Vesle (51548)             | 126. Somme-Yèvre (51549)                    | 127. Souain-Perthes-lès-Hurlus (51553) | 128. Soudé (51555)                   |
| 129. Soudron (51556)                 | 130. Suippes (51559)                        | 131. Thibie (51566)                    | 132. Tilloy-et-Bellay (51572)        |
| 133. Togny-aux-Bœufs (51574)         | 134. Vadenay (51587)                        | 135. Valmy (51588)                     | 136. Vassimont-et-Chapelaine (51594) |
| 137. Vatry (51595)                   | 138. Verrières (51610)                      | 139. Vésigneul-sur-Marne (51616)       | 140. Vienne-la-Ville (51620)         |
| 141. Vienne-le-Château (51621)       | 142. Villers-en-Argonne (51632)             | 143. Villers-le-Château (51634)        | 144. Ville-sur-Tourbe (51640)        |
| 145. Virginy (51646)                 | 146. Vitry-la-Ville (51648)                 | 147. Voilemont (51650)                 | 148. Vraux (51656)                   |
| 149. Wargemoulin-Hurlus (51659)      |                                             |                                        |                                      |

* Zahlen in Klammern sind INSEE-Codes

## Ehemalige Gemeinden
bis 2024: Dampierre-au-Temple, Saint-Hilaire-au-Temple
bis 2017: Vertus, Voipreux

## Neuordnung der Arrondissements 2017

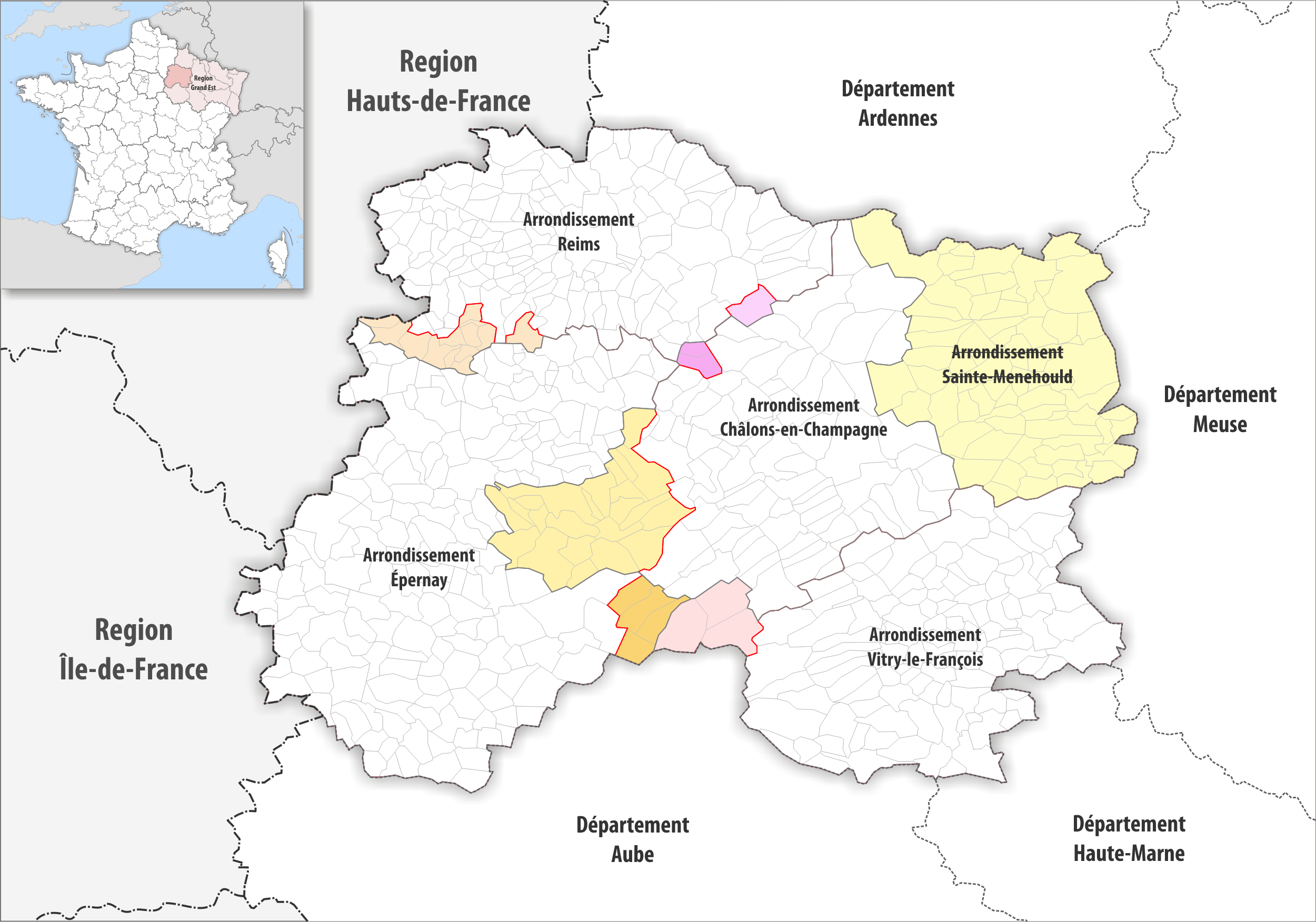
Arrondissementsanpassungen im Jahr 2017

Durch die Neuordnung der Arrondissements im Jahr 2017 wechselte die Fläche sämtlicher 67 Gemeinden des aufgelösten Arrondissement Sainte-Menehould, die Gemeinde Baconnes vom Arrondissement Reims, die Fläche der drei Gemeinden Dommartin-Lettrée, Sommesous und Soudé vom Arrondissement Vitry-le-François und die Fläche der vier Gemeinden Haussimont, Lenharrée, Montépreux und Vassimont-et-Chapelaine vom Arrondissement Épernay zum Arrondissement Châlons-en-Champagne.
Dafür wechselten vom Arrondissement Châlons-en-Champagne die Fläche der 23 Gemeinden Athis, Bergères-lès-Vertus, Chaintrix-Bierges, Clamanges, Écury-le-Repos, Étréchy, Germinon, Givry-lès-Loisy, Loisy-en-Brie, Pierre-Morains, Pocancy, Rouffy, Saint-Mard-lès-Rouffy, Soulières, Trécon, Val-des-Marais, Vélye Vert-Toulon, Vertus, Villeseneux, Villeneuve-Renneville-Chevigny, Voipreux und Vouzy zum Arrondissement Épernay und die Fläche der zwei Gemeinden Billy-le-Grand und Vaudemange zum Arrondissement Reims.